# Maladies du manioc
Liste non exhaustive des maladies du manioc (Manihot esculenta).

## Maladies bactériennes
| Maladies                                                                        | Agents pathogènes                                          |
| ------------------------------------------------------------------------------- | ---------------------------------------------------------- |
| Dépérissement bactérien, bactériose vasculaire du manioc, maladies des cierges. | Xanthomonas axonopodis pv. manihotis Xanthomonas manihotis |
| Taches foliaires angulaires (bactériose)                                        | Xanthomonas campestris pv. cassavae                        |
| Galle du collet                                                                 | Agrobacterium tumefaciens Biovar 1                         |
| Pourriture molle bactérienne, pourriture molle du tubercule                     | Erwinia carotovora subsp. carotovora                       |
| Flétrissement bactérien                                                         | Erwinia herbicolaa                                         |

## Maladies fongiques
| Maladies                                                                | Agents pathogènes |
| ----------------------------------------------------------------------- | --- |
| Anthracnose                                                             | Colletotrichum gloeosporioides = Colletotrichum gloeosporoides f.sp. manihotis Glomerella cingulata [téléomorphe] Colletotrichum graminicola Glomerella graminicola [téléomorphe] |
| Pourridié-agaric (pourriture racinaire sèche)                           | Armillaria mellea Rhizomorpha subcorticalis [anamorphe] |
| Pourridié noir                                                          | Scytalidium sp. Hendersonula toruloidea [syanamorphe] |
| Cercosporiose (brûlure foliaire)                                        | Cercospora vicosae |
| Cercosporiose (taches foliaires brunes)                                 | Cercosporidium henningsii Mycosphaerella henningsii [téléomorphe] |
| Taches foliaires en anneaux concentriques                               | Phyllosticta manihotae Phyllosticta manihoticola |
| Maladie du balai de sorcière du manioc                                  | Ceratobasidium theobromae (nom utilisé dans la littérature) Rhizoctonia theobromae (synonyme selon Index Fungorum)                                                                |
| Pourriture racinaire à Dematophora (pourriture racinaire sèche)         | Dematophora necatrix Rosellinia necatrix [téléomorphe] |
| Pourriture racinaire à Diplodia                                         | Diplodia manihoti |
| Pourriture racinaire à Fusarium (fusariose, pourriture racinaire molle) | Fusarium oxysporum Fusarium solani Nectria haematococca [téléomorphe] |
| Pourriture racinaire à Phytophthora (pourriture racinaire molle)        | Phytophthora cryptogea Phytophthora drechsleri Phytophthora erythroseptica Phytophthora nicotianae var. parasitica                                                                |
| Pourriture racinaire à Pythium (pourriture racinaire molle)             | Pythium spp. |
| Pourriture racinaire à Rigidoporus (pourriture racinaire sèche)         | Rigidoporus microporus = Rigidoporus lignosus |
| Rouille du manioc                                                       | Uromyces manihotis |
| Pourriture racinaire à Sclerotium                                       | Sclerotium rolfsii Athelia rolfsii [téléomorphe] |
| Allongement des entrenœuds (super-élongation)                           | Sphaceloma manihoticola Elsinoë brasiliensis [téléomorphe] |
| Verticilliose                                                           | Verticillium dahliae |
| Taches foliaires blanches                                               | Phaeoramularia manihotis |

## Maladies virales et à phytoplasmes
| Maladies                             | Agents pathogènes |
| ------------------------------------ | --- |
| Mosaïque africaine du manioc         | Virus de la mosaïque africaine du manioc (ACMV, African cassava mosaic virus)                                                                          |
| Antholyse                            | Phytoplasme |
| Striure brune du manioc              | Virus de la striure brune du manioc (CBSV, Cassava Brown Streak Virus)                                                                                 |
| Mosaïque commune du manioc           | Virus de la mosaïque commune du manioc (Cassava common mosaic virus)                                                                                   |
| Marbrure verte du manioc             | Virus de la marbrure verte du manioc, (CGMV, Cassava green mottle virus)                                                                               |
| Infections asymptomatiques du manioc | Virus latent américain du manioc (CALV, Cassava American latent virus) Virus bacilliforme ivoirien du manioc (CIBV, Cassava Ivorian bacilliform virus) |
| Mosaïque des nervures du manioc      | Virus de la mosaïque des nervures du manioc (CVMV, Cassava vein mosaic virus)                                                                          |
| Mosaïque indienne du manioc          | Virus de la mosaïque indienne du manioc (ICMV, Indian cassava mosaic virus)                                                                            |
| Balai de sorcière                    | Phytoplasme |

## Maladies diverses et désordres physiologiques
| Maladies                          | Agents pathogènes                                         |
| --------------------------------- | --------------------------------------------------------- |
| Pourriture racinaire post-récolte | Détériorations physiologiques et pathogènes               |
| Root smallpox disease             | pourriture microbienne après attaque par Cyrtomenus bergi |